# Broticosia calabyi
Broticosia calabyi är en tvåvingeart som beskrevs av Paramonov 1964. Broticosia calabyi ingår i släktet Broticosia och familjen rovflugor. Inga underarter finns listade i Catalogue of Life.